# Episodi di Viper (quarta stagione)
La quarta stagione della serie televisiva Viper è stata trasmessa in anteprima negli Stati Uniti d'America in syndication tra il 21 settembre 1998 e il 17 maggio 1999.
| nº | Titolo originale            | Titolo italiano | Prima TV USA      | Prima TV Italia |
| -- | --------------------------- | --------------- | ----------------- | --------------- |
| 1  | The Return                  |                 | 21 settembre 1998 |                 |
| 2  | Once a Con                  |                 | 28 settembre 1998 |                 |
| 3  | Wisegal                     |                 | 5 ottobre 1998    |                 |
| 4  | Holy Matrimony              |                 | 12 ottobre 1996   |                 |
| 5  | Wanted: Fred or Alive       |                 | 19 ottobre 1998   |                 |
| 6  | The Full Frankie            |                 | 26 ottobre 1998   |                 |
| 7  | Honest Abe                  |                 | 2 novembre 1998   |                 |
| 8  | Aftermath                   |                 | 9 novembre 1998   |                 |
| 9  | Family Matters              |                 | 16 novembre 1998  |                 |
| 10 | The Really Real Reenactment |                 | 7 dicembre 1998   |                 |
| 11 | Best Seller                 |                 | 4 gennaio 1999    |                 |
| 12 | Seminar from Hell           |                 | 1º febbraio 1999  |                 |
| 13 | People Like Us              |                 | 8 febbraio 1999   |                 |
| 14 | My Fair Hoodlums            |                 | 15 febbraio 1999  |                 |
| 15 | Safe House                  |                 | 22 febbraio 1999  |                 |
| 16 | Tiny Bubbles                |                 | 15 marzo 1999     |                 |
| 17 | Of Course, It's a Miracle   |                 | 22 marzo 1999     |                 |
| 18 | Holy Terror                 |                 | 12 aprile 1999    |                 |
| 19 | Hell Hath No Fury           |                 | 26 aprile 1999    |                 |
| 20 | Attack of the Teki-Ya       |                 | 3 maggio 1999     |                 |
| 21 | Split Decision (Part 1)     |                 | 10 maggio 1999    |                 |
| 22 | Split Decision (Part 2)     |                 | 17 maggio 1999    |                 |